# Willard Schmidt
Pour les articles homonymes, voir Schmidt.
Willard Schmidt, né le 14 février 1910 à Swanton, dans le Nebraska, mort le 13 avril 1965 à Coffeyville, dans le Kansas, est un ancien joueur américain de basket-ball. Il évolue au poste de pivot. 

## Palmarès
- Champion olympique 1936